# 利亞利區
利亞利區（西班牙語：Distrito de Llalli），是秘魯的一個區，位於該國東南部普諾大區的梅爾加省，面積216.36平方公里，海拔高度3,980米，2005年人口4,166，人口密度每平方公里19人。